# Pontiac Firefly
Der Pontiac Firefly war ein in Kanada und im Nahen Osten angebotenes Automodell des US-amerikanischen Herstellers Pontiac. Beim Firefly handelte es sich um eine Variante des Suzuki Swift.

## Modellgeschichte
Anfangs wurde der Firefly ausschließlich bei Suzuki in Japan hergestellt. Ab 1990 begann die Fertigung im kanadischen Werk von CAMI, einem Joint Venture von General Motors und Suzuki. Bis 1994 stand nur eine einzige Motorisierung zur Verfügung, ein Einliter-Dreizylinder, den es von 1987 bis 1991 auch in Turbo-Version gab. Zusätzlich kam 1995 ein 1,3-Liter-Vierzylinder ins Programm.
1991 bis 1994 wurde neben dem Schrägheck-Modell auch ein Cabriolet und eine viertürige Stufenhecklimousine angeboten; während die Schrägheck-Ausführungen bei CAMI produziert wurden, stammten Cabrio und Stufenheck aus japanischer Fertigung.
Im Jahr 2001 wurde der Firefly aus dem Angebot genommen. Er fand erst 2005 mit dem (nur in Kanada erhältlichen) Pontiac Wave einen Nachfolger.

## Erste Generation (1984–1989)
Der erste Firefly wurde Ende 1984 in Kanada als Nachfolger des Pontiac Acadian eingeführt und bis 1989 verkauft. Er basierte auf dem Suzuki Swift und war das Schwestermodell zum Chevrolet Sprint. Auch diesen gab es in einer turboaufgeladenen Version mit 71 PS (52 kW), parallel zum Sprint Turbo in den USA.

## Zweite Generation (1989–1995)
Der 1989 eingeführte Firefly der zweiten Generation war auch als Cabriolet und von 1990 bis 1991 als viertürige Limousine erhältlich. Er war das Schwestermodell zum Geo Metro und Suzuki Cultus.
Alle Fließheckmodelle wurden bei CAMI gefertigt, während Cabriolets und Limousinen aus japanischer Produktion stammten. Wie der Chevrolet Sprint war auch der Firefly optional mit einem 1,0-Liter-Turbomotor erhältlich.

Der Firefly wurde in den Modelljahren 1992 und 1993 nicht vermarktet, als die nur 1993 existierende kanadische Marke „Asüna“ den größeren GT/SE einführte, der den Passport Optima und den Firefly vor dem Facelift ersetzte. Nach dem Ende der Marke Asüna kehrte der Firefly 1994 mit einem Facelift zurück und wurde als Schrägheck und Limousine angeboten. Im folgenden Jahr wurde er durch die dritte Generation ersetzt.

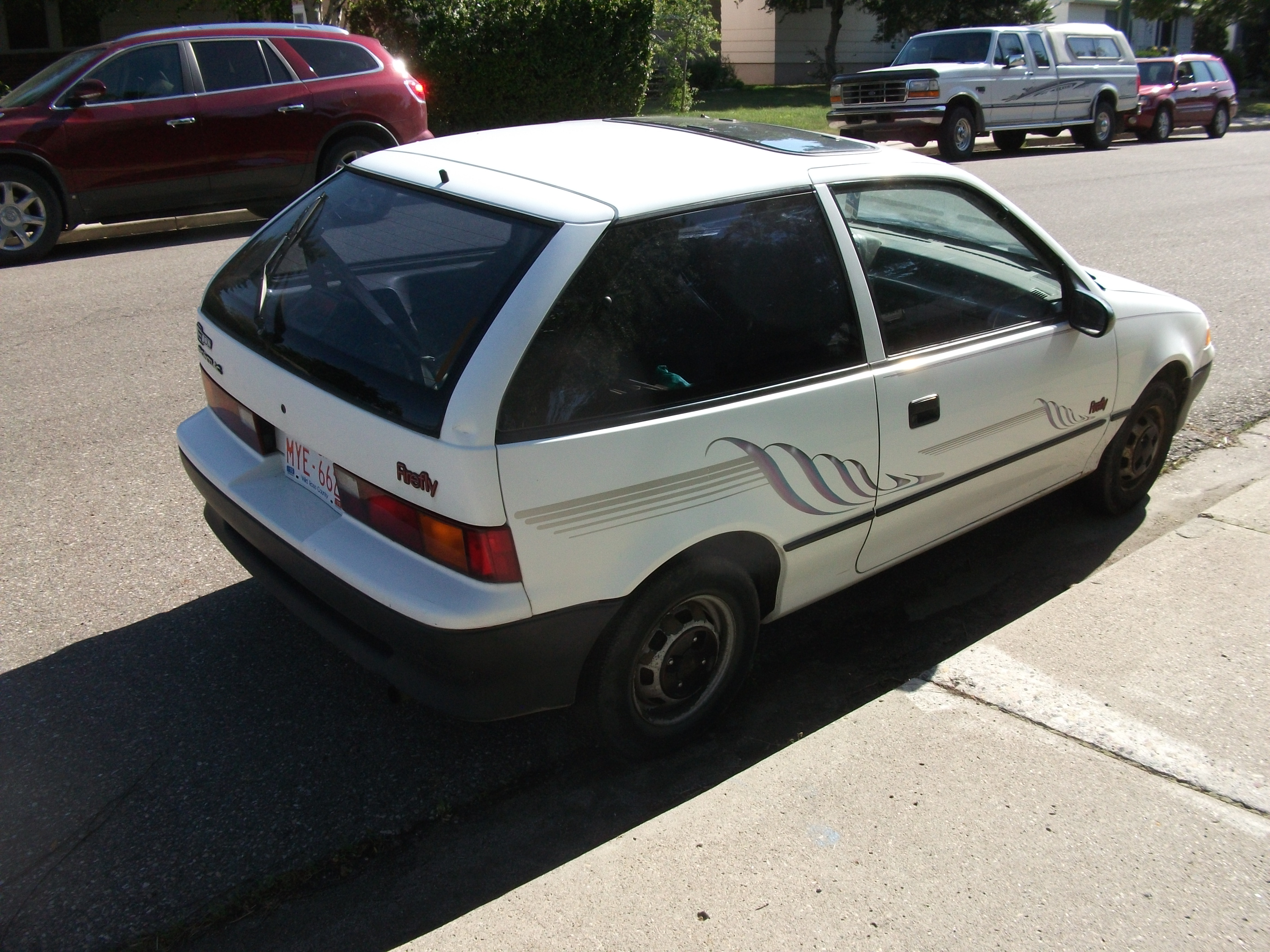
Heckansicht
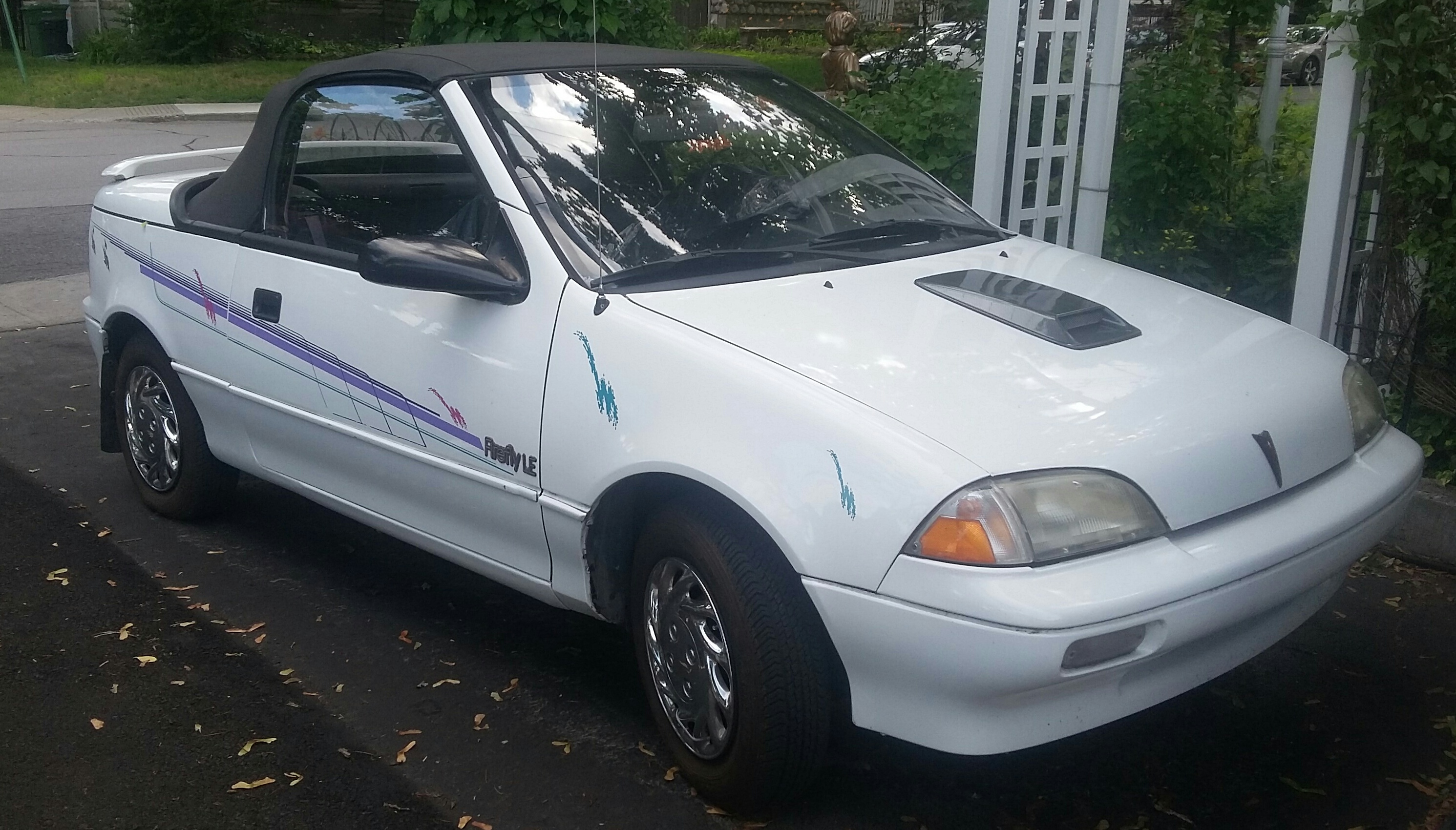
Cabrio
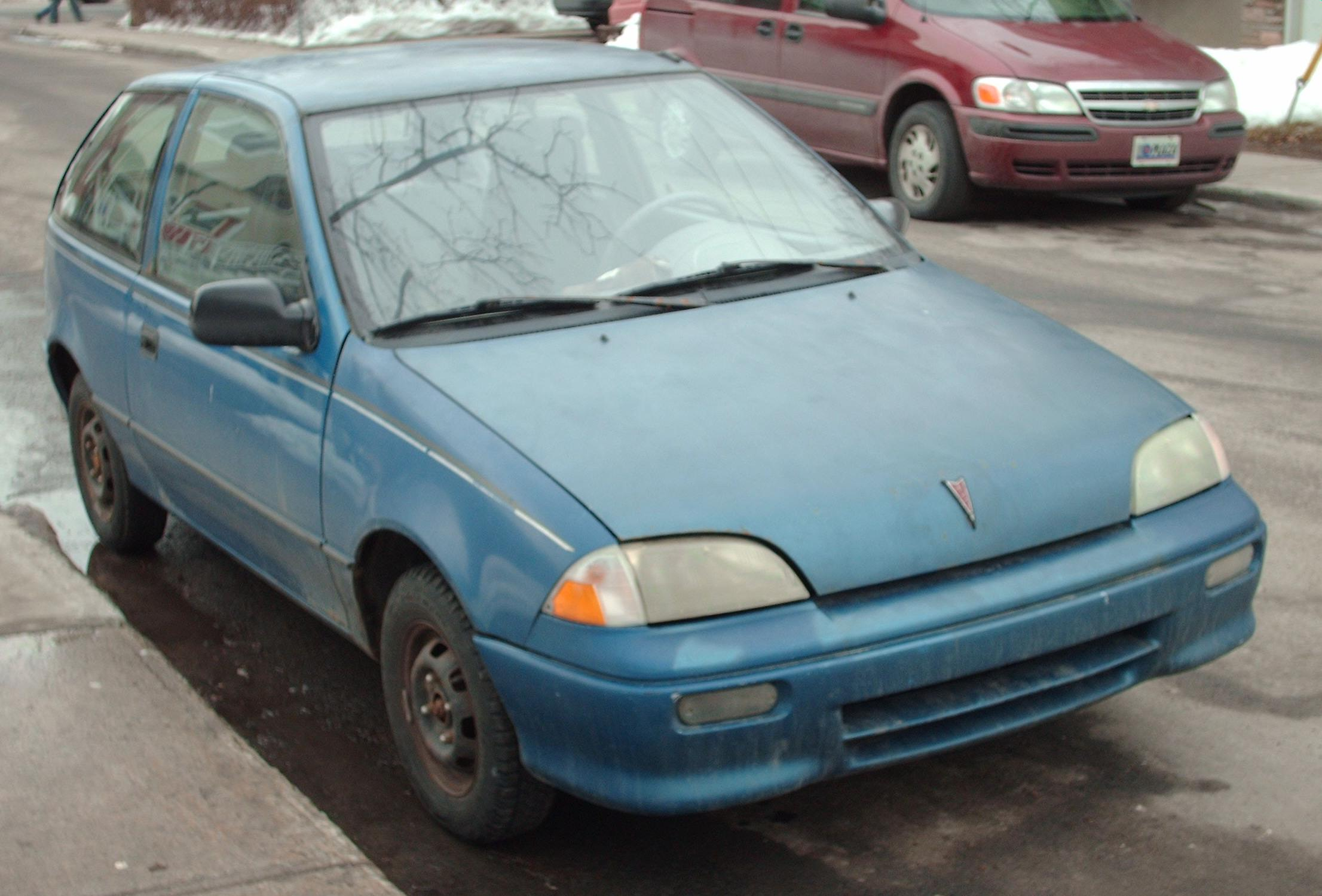
Dreitürer Facelift (1994–1995)
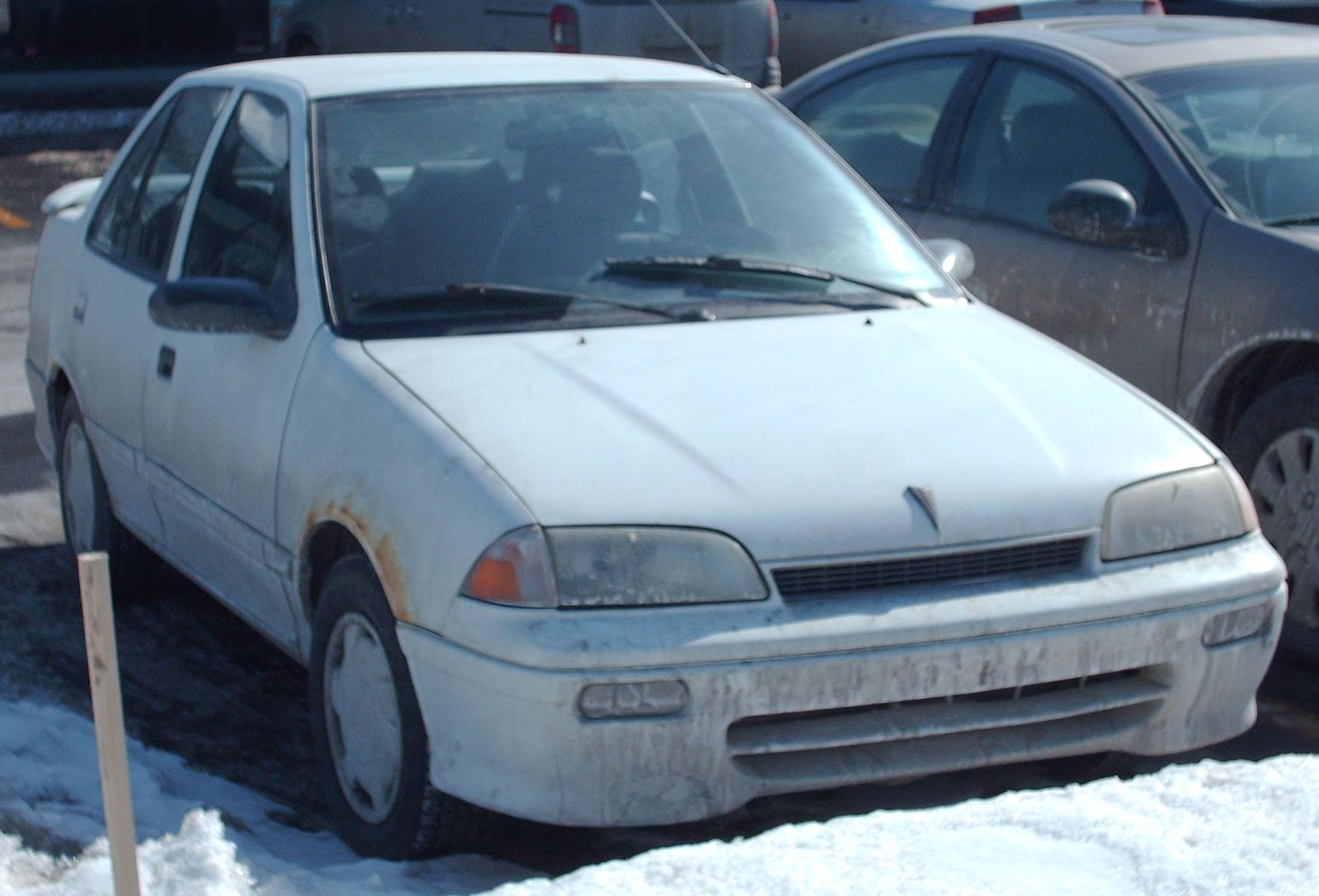
Limousine Facelift (1994–1995)

## Dritte Generation (1995–2001)
1995 wurde die dritte Generation des Firefly in Kanada als dreitüriges Schrägheck und viertürige Limousine eingeführt (parallel zum zweiten Geo Metro in den USA), wobei für beide Karosseriekonfigurationen eine Adaption der Plattform mit längerem Radstand aus der zweiten Generation des Suzuki Swift verwendet wurde. Der nordamerikanische Swift und seine Schwestermodelle wurde ebenfalls im GM Design Center entworfen, trug ähnliche Designmerkmale wie der größere Chevrolet Cavalier und wurde auf der von Suzuki entwickelten M-Plattform mit Suzuki-Antriebssystemen gebaut. Diese nordamerikanische Version unterscheidet sich optisch deutlich von den weltweit verkaufen Modellen.
2001 wurde das Modell eingestellt.

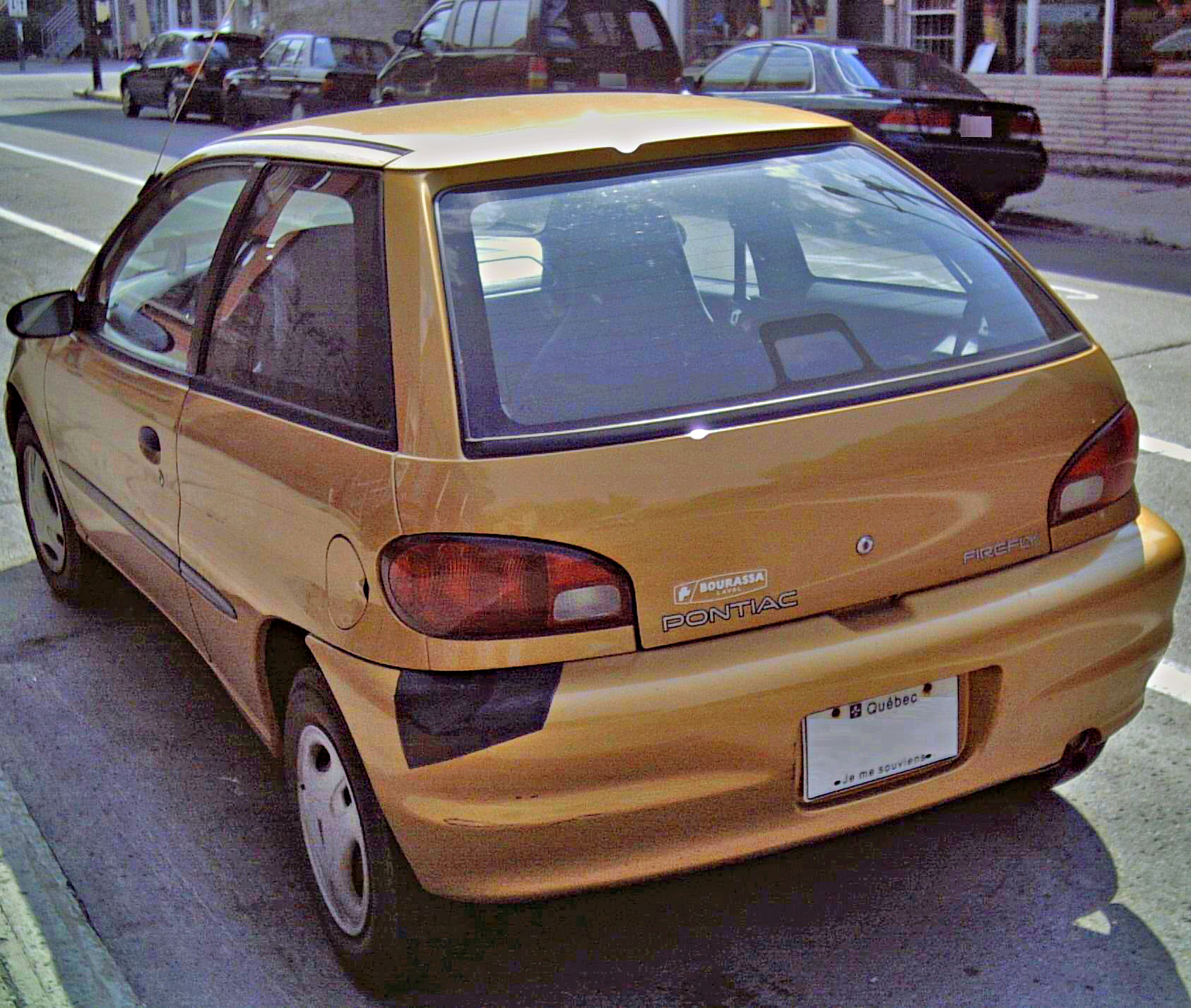
Heckansicht
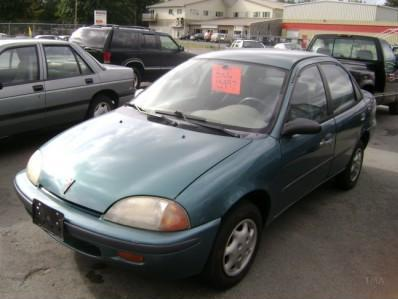
Limousine
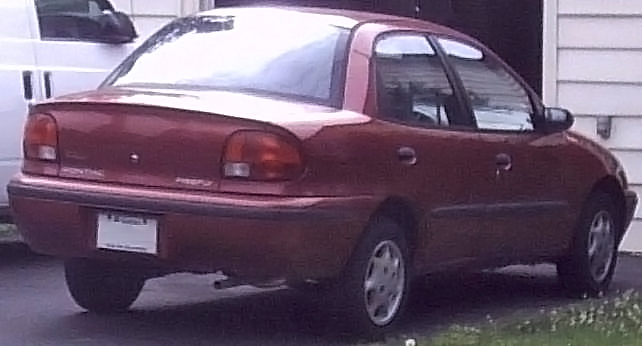
Heckansicht